# Jesse Wallin
Jens "Jesse" Anders Wallin, född 30 maj 1959, är en svensk programledare som hörts på radiostationerna Radio AF, P4 Sommarradio, Rix FM, SAF Radio, Mix Megapol, Vinyl FM, Radio City och Radio AF och setts på TV3 och TV4. Mellan 2019 och 2024 sände han morgonprogrammet på radiostationen Star FM tillsammans med Josefin Crafoord.  

## Karriär
Wallin har arbetat med kollegorna Martin Loogna, Titti Schultz och Martina Thun. Han ledde eftermiddagsprogrammet Jesses Värld på Mix Megapol tillsammans med Susan Myrdal fram till utgången av 2007. Wallin har varit ankare för morgonprogrammen Morrongänget på Radio City, Jesse, Loogna & Martina på Mix Megapol samt Rix MorronZoo på Rix FM.
Han var även programledare i det klassiska nattprogrammet på TV3 Night Fly och topplistan Sverige Topp 20 på TV4 under kanalens barndomsår. 1989 gav Wallin ut singeln Zero to Zero, då under artistnamnet Jesse VJ & Replay.
I december 2007 lämnade han de dagliga sändningarna på Mix Megapol för att arbeta med närradiostationen Skärgårdsradion. Han fortsätter dock att presentera helgkvällarna på Mix Megapol.
Sedan januari 2010 leder han morgonprogrammet på Radio Vinyl tillsammans med Martin Loogna.
Sedan något år tillbaka leder han morgonprogrammet i StarFM tillsammans med Martin Loogna och Josefin Crafoord.